# استفان آلان
استفان داگلاس آلان (متولد ۱۸ اکتبر ۱۹۷۳) بازیکن گلف حرفه ای استرالیا است.